# La foresta silenziosa
La foresta silenziosa (Cross Creek) è un film del 1983 diretto da Martin Ritt. È ispirato alla vita di Marjorie Kinnan Rawlings, autrice del romanzo Il cucciolo.
Fu presentato in concorso al 36º Festival di Cannes.

## Trama
Nel 1928, dopo dieci anni come giornalista, Marjorie volta le spalle alla sicurezza finanziaria e al suo matrimonio, e si trasferisce in Florida, a Cross Creek. Qui va ad abitare in un cottage fatiscente circondato da un aranceto. La conoscenza dei vicini, gente semplice, e il contatto con la natura selvaggia le daranno l’ispirazione per il suo primo romanzo.

## Riconoscimenti
1984 - Premio Oscar
- Nomination Miglior attore non protagonista a Rip Torn
- Nomination Migliore attrice non protagonista a Alfre Woodard
- Nomination Migliori costumi a Joe I. Tompkins
- Nomination Migliore colonna sonora a Leonard Rosenman